# 易登瀛
易登瀛（1552年—？），字君選，號海州、又号海洲，直隸河間府肅寧縣人，民籍，明朝政治人物。

## 生平
萬曆元年（1573年）癸酉科順天府鄉試第一百十七名。萬曆五年（1577年）丁丑科會試第五十四名，登進士第三甲第二百四十一名。授工部虞衡司主事，十二年丁母憂，历官山东兖州府知府，二十年七月升山西按察司副使，二十四年二月升本省布政司参政，復除湖广参政，二十六年十月升贵州按察使，升河南右布政使，三十三年八月升左布政使，三十四年七月以都察院右副都御史巡抚湖广。萬曆三十五年六年被南京科道紏劾冒滥京堂，遂致仕归。

## 著作
任兗州府知府期間，曾與盧學禮修《兖州府志》，延請于慎行纂，萬曆二十四年（1596年）刊刻，共五十二卷。

## 家族
曾祖父易晟；祖父易琚；父親易經文，號龍川，以子貴封工部主事。母張氏（1522年-1584年），封太安人。具庆下。兄登雲。弟登高、登仕、登庸。子易簡、易健。